# Dragonfly (Raumsonde)
Dragonfly (englisch für Libelle) ist eine geplante Raumfahrtmission der NASA zum Saturnmond Titan. Es handelt sich um die vierte Mission im Rahmen des New-Frontiers-Programms. Dragonfly soll im Jahr 2028 starten und etwa 2034 nach einem mehrjährigen Flug in der Region Shangri-La in der Nähe des Äquators von Titan landen. Im April 2024 bestätigte die NASA die Mission.

## Konzept
Das Konzept besteht darin, einen Quadrocopter auf der Oberfläche des Titans abzusetzen, der sich dort fliegend fortbewegt und so innerhalb von ein bis zwei Jahren mehrere Orte des Mondes erkunden kann. Besonders interessant wäre die Erforschung des Ufers eines der zahlreichen Methanseen auf Titan.

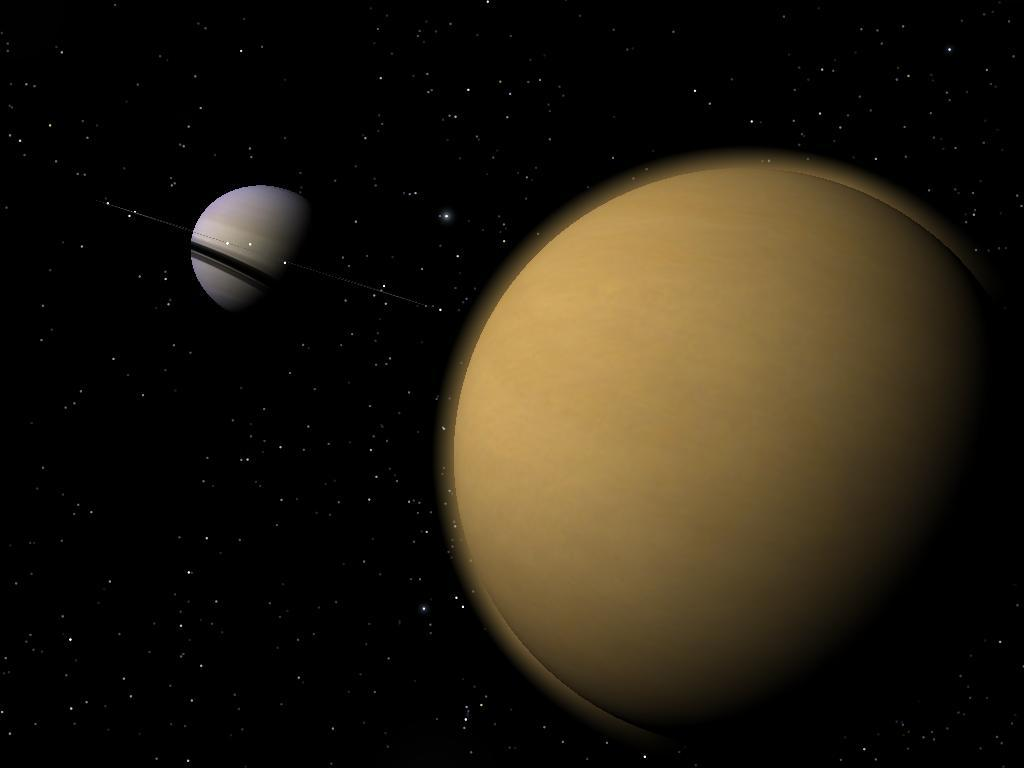
Künstlerische Darstellung Titans

## Forschungsziele
Die Dragonfly-Mission untersucht primär chemische und astrobiologische Fragestellungen: Begünstigt durch die dichte Stickstoff- und Methanatmosphäre laufen auf Titan Prozesse der chemischen Evolution ab. Dragonfly soll klären, wie weit diese chemischen Prozesse fortgeschritten sind und ob sie Voraussetzungen für Leben schaffen könnten. Konkret wurden fünf Forschungsziele definiert:
- Präbiotische Chemie: Untersuchung der photochemischen Prozesse in der Atmosphäre, durch die organische Moleküle entstehen. Ziel ist der Nachweis und die Analyse von potenziellen Vorläufern des Lebens wie Aminosäuren, Lipiden und Nukleinbasen in verschiedenen geologischen Kontexten.
- Methankreislauf: Charakterisierung des Methanzyklus auf Titan, der funktional dem Wasserkreislauf der Erde ähnelt. Dazu gehören die Analyse atmosphärischer Methanverteilungen sowie die Identifikation möglicher Methanquellen und -senken in der Äquatorregion.
- Geologische Herkunft: Erforschung der geologischen Mechanismen, die organisches Material auf Titan transportieren, insbesondere in der Atmosphäre (äolischer Transport).
- Durchmischung von Wasser und organischem Material: Physikalische Prozesse identifizieren, durch die sich organisches Material mit flüssigem Wasser auf Titan vermischt.
- Chemische Biosignaturen: Analyse der relativen Häufigkeit von Molekülen, insbesondere der verschiedenen Enantiomere chiraler Moleküle (dies wären chemische Biosignaturen, da Leben selektiv bestimmte Moleküle verwendet). Zusätzlich wird untersucht, ob aktuell Stoffwechselprozesse stattfinden.

## Technische Missionsdetails

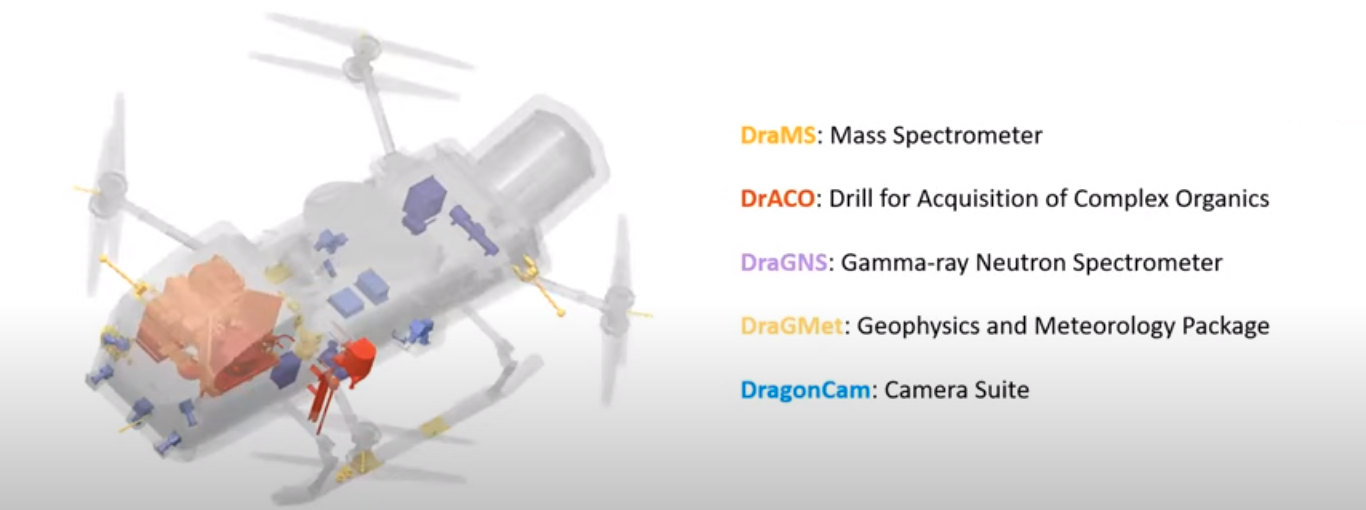
Instrumente von Dragonfly

Geplant ist einen Quadrocopter nach Titan zu schicken, der etwa 875 kg schwer ist und etwa 4 m lang, sowie ca. 1,75 m hoch. Der Quadrocopter soll den Auftrieb durch Rotorblätter mit einer Länge von etwa 1,35 m erzeugen. Die Energieversorgung erfolgt über eine Radionuklidbatterie (RTG) und eine Lithium-Ionen-Batterie mit einer Kapazität von 134 Ah. Es wird ein Akku benötigt, da die Leistung des RTG nicht ausreicht, um mit dem Quadrocopter zu fliegen. Der Akku kann somit die abgegebene Leistung speichern, wodurch die benötigte Leistung zusammenkommt um etwa jeden Monat (jeden zweiten Titantag) einen Flug durchführen zu können. Der Quadrocopter soll dank einer 100-Watt Antenne direkt zum NASA Deep Space Network auf der Erde senden können. Zur autonomen Navigation soll Dragonfly Lidar, Inertiale Messeinheiten, Kameras, Druck- und Windsensoren nutzen.

### Instrumente
Für die wissenschaftliche Untersuchung sollen fünf Instrumente an Bord des Quadrocopters sein.
- DrACO: eine Bohreinheit zur Probenahme. Die Proben werden anschließend in DraMS analysiert
- DraMS: ein Massenspektrometer zur Analyse von atmosphärischen Proben und Oberflächenproben. Es können komplexe organische Verbindungen mit einer Molekülmasse von bis zu 2000 u nachgewiesen werden
- DraGNS: ein Gammastrahlen- und Neutronendetektor, mit dem die elementare Zusammensetzung der Oberfläche in bis zu 2 m Tiefe untersucht werden soll
- DraGMet: verschiedene Instrumente, die insgesamt 11 meteorologische und geophysikalische Parameter messen können, z. B. Temperatur, Windgeschwindigkeit und seismische Aktivität
- DragonCam: insgesamt acht Kameras für Navigation und wissenschaftliche Untersuchungen

### Untersuchungen
Gemäß Plan soll Dragonfly etwa 99 % der Zeit an der Oberfläche verbringen. Dabei wäre die Idee, etwa jeden Monat den Standort zu wechseln mit einem Flug. Die Reichweite des Quadrocopters soll mehrere Dutzend Kilometer betragen. Die geplante Fluggeschwindigkeit liegt bei etwa 10 bis 12 Metern pro Sekunde, die Flughöhe soll typischerweise etwa 400 m betragen. Es ist geplant, mindestens 40 Landungen durchzuführen. Die Untersuchung der Dünen an der Oberfläche, sowie auch der Materialien an den verschiedenen Landeorten soll helfen, die Heterogenität der Oberfläche von Titan zu bestimmen. Aufgrund der großen Entfernung der geplanten Landestelle ist es unwahrscheinlich, dass Dragonfly die Ufer der Methanseen studieren wird.

### Kosten
Der bewilligte Kostenrahmen der Mission beläuft sich Stand 2024 auf 3,35 Milliarden US-Dollar.

## Auswahl
Ursprünglich waren zwölf Missionsvorschläge eingereicht worden, darunter auch ein Lander, der längere Zeit auf der Venus überstehen soll, eine Sonde zum Saturnmond Enceladus und eine Atmosphärensonde für den Saturn. Daraus wählte die NASA Dragonfly und Caesar, eine Sample return mission zum Kometen Tschurjumow-Gerassimenko, als Finalisten aus. Die Entscheidung für Dragonfly fiel im Juni 2019.